# Lengyel Ferenc (labdarúgó, 1966)
Lengyel Ferenc (Dunaújváros, 1966. szeptember 9. –) labdarúgó, középpályás, edző.

## Pályafutása
1978-ban a Dunaújvárosi Kohász csapatában kezdte a labdarúgást és itt mutatkozott az élvonalban is 1986. augusztus 23-án a Rába ETO ellen, ahol 1–1-es döntetlen született. 1987-ben sorkatonai szolgálatra vonult be. Ez idő alatt 1987–88-ban az NB III-as H. Szabó Lajos SE, 1988 tavaszán a Bp. Honvéd, 1988 őszén az NB III-as H. Osztapenko SE csapataiban szerepelt. A Honvédban bajnoki mérkőzésen nem lépett pályára. 1988 és 1992 között ismét a Dunaújvárosban játszott. 1992 és 1995 között a Pécsi MFC játékosa volt. Az 1994–95-ös idényben kettős játékengedéllyel a Beremendi Építők együttesében is szerepelt. 1995-ben visszatért anyaegyesületéhez. Tagja volt az 1999–2000-es idényben bajnoki címet, a 2000–2001-es idényben bajnoki ezüstérmet szerző csapatnak. 2003. május 31-én, utolsó élvonalbeli mérkőzésen a Kispest-Honvéd együttesétől 4–1-re kapott ki csapata.

## Sikerei, díjai
- Magyar bajnokság
  - bajnok: 1999–00
  - 2.: 2000–01